# Xian de Lüchun
Le xian de Lüchun (绿春县 ; pinyin : Lǜchūn Xiàn) est un district administratif de la province du Yunnan en Chine. Il est placé sous la juridiction de la préfecture autonome hani et yi de Honghe.

## Démographie
La population du district était de 198 751 habitants en 1999.